# Сан-Николас
Сан-Ни́колас (англ. San Nicolas Island) — остров в Тихом океане перед побережьем Калифорнии. Является частью округа Вентура. Длина — 14,7 км, ширина — 5,53 км и площадь — 58,93 км². Постоянного населения не имеет. Достигает высоты 203 м.
Сан-Николас был первоначально населён индейцами племени николеньо, которые, вероятно, были связаны с племенем Тонгва, обитавшими на соседнем острове Санта-Каталина и материке.
Остров Сан-Николас был открыт испанским исследователем Себастьяном Визкаино 6 декабря 1602 года в день Святого Николая и был назван в его честь.
В начале XIX века у индейцев николеньо возникли конфликты с алеутами, добывавшими мех под руководством русских. Монахи из калифорнийской католической миссии эвакуировали индейцев николеньо, чтобы спасти их от истребления.
В течение нескольких лет после этого индейцы николеньо и их уникальный язык исчезли. Последней известной носительницей языка была индейская женщина, известная как Хуана-Мария, проживавшая на острове в одиночестве до 1853 года.

## История
Себастьян Вискаино в 1602 году дал острову имя La Isla de San Nicolas.
С 1957 года до 1973 года Вооружёнными силами США с него запускались метеорологические ракеты.
В 2008 году с него была запущена ракета для испытания лазерного оружия воздушного базирования.